# Santiago Martín Arnedo
Santiago Martín Arnedo es un compositor granadino nacido en 1971.

## Biografía
Estudió piano con Julián García y armonía con Enrique Rueda en el Real Conservatorio Superior de Música "Victoria Eugenia" de Granada. Más tarde estudió órgano con Adalberto Martínez en Málaga y dirección coral con Adolfo Gutiérrez. Bajo la influencia de Juan Alfonso García, organista de la Catedral de Granada, se dedicó inicialmente a la música religiosa. Se convirtió en el organista de la Basílica de San Juan de Dios.
Entre sus estrenos figuran:
- Misa de Nuestro Padre Jesús del Rescate (Iglesia de la Magdalena, 2000)
- Misa de Coronación de Nuestra Señora de las Angustias de la Alhambra, para Coro y Orquesta que dirigió en la catedral granadina Octav Caleya al frente de la Orquesta Sinfónica Ciudad de la Alhambra y el Coro Alcazaba de Baza, el 21 de mayo de 2000.
- Misa en do menor (Capilla Real de Granada)por el Coro de la Capilla Real bajo la dirección de Sonsoles Lapresta y el propio compositor al órgano.
- Canticum estrenada por el Coro y la Orquesta de la Universidad de Granada en la Clausura del Curso Académico 2013, bajo la dirección de Gabriel Delgado.
- La anunciación a los pastores para quinteto de viento metal, estrenada por el Granada Brass Quintet (Catedral de Granada, Concierto de Epifanía 2014).

Recibió el Segundo Premio de Composición de Polifonía Religiosa que otorgó en el 2007 la Academia de Arte e Historia de San Dámaso de Madrid.
Se le encargó el Credo para la "Misa X Aniversario" de la Coral de San Juan de Dios, junto a otros compositores granadinos, de la que se ha editado, a parte de su estreno, un CD. Asimismo, con texto de Juan José Arnedo, estreno El ángelus en Fontefrida (Coro de voces graves "Amigos del Manjón", Navidad 2013)
De música coral ha estrenado también el Himno Heroico a Mariana Pineda, que fue interpretado durante varios años en la festividad propia gracias al encargo de la Asociación Granada Histórica y Cultural. El estreno lo realizó la Coral Ciudad de Granada en 2003. Además de piezas varias: Ave María (Coral Ciudad de Granada, 2006), Ha llegado la mañana (Coral Ciudad de Granada, 2005).
Pronto entró en contacto con el mundo del teatro, creando canciones originales para "Los veranos del Corral" con la compañía "Teatro para un instante", ambientando obras cervantinas y lorquianas. Estrenó el espectáculo Drácula con el conocido cómico italiano Colombaioni en el Teatro Alhambra de Granada. Con el libreto de Andrés Neuman y Marcos Julián estrenó otro espectáculo: El cabaret en la soga, en el Teatro Martín Recuerda de Pinos Puente. Junto al libretista Francisco José Fernández creó "Romeo y Julieta. El musical", estrenado en el Teatro Isabel la Católica de Granada en 1999 y representado por varios puntos de la geografía andaluza, del que se comercializó un CD.
En el cine realizó la banda sonora del primer cortometraje de Kandor Graphics (En de que te ví), y los de Fernando Díaz (Las razones de la víctima y La luciérnaga rosa) estrenados en el Teatro Calderón de Motril.
Durante tres temporadas realizó para la Radio Municipal de Granada el programa de divulgación musical "Música en el tiempo".
Ha sido profesor de música visitante en el instituto Annette von Droste-Hülshoff (Münster) y en el 2009 ha recibido el Segundo Premio en el Concurso Internacional de Composición "Ciudad de Siegburg" (Alemania) con el quinteto de cuerda "Arcadia" (enlace roto disponible en Internet Archive; véase el historial, la primera versión y la última)..
También en el año 2009 ha resultado premiado en el "I Concurso de creatividad literaria areté" con el ensayo Meditaciones desde la playa que convocó la Asociación de Superdotados Areté de Huelva, además de otras de publicaciones
  En el 2013 ha resultado premiado en el " Concurso Internacional de Ensayo Limaclara" por su compilación de artículos titulada "El legado cultural alemán".
El 12 de diciembre de 2009 estrenó el musical "Boabdil, último rey de Granada", que fue galardonado con el premio Catma 2010 al mejor musical  (enlace roto disponible en Internet Archive; véase el historial, la primera versión y la última).. Se estrenó en el Teatro Medina Elvira de Atarfe a cargo de "La butaca vacía"  Archivado el 11 de diciembre de 2009 en Wayback Machine. Con esta misma compañía ha presentado "Frankenstein. Un nuevo musical", con libreto de Myriam Carrascosa en la temporada regular del Teatro Nuevo Apolo de Madrid.
El 25 de septiembre de 2012 estrena su ópera "La séptima luna" . en el Festival de Música "Rey Balduino" de Motril (Granada) con la Orquesta y Coro Provincial de Granada bajo la dirección de Michael Thomas